# Téléscripteur

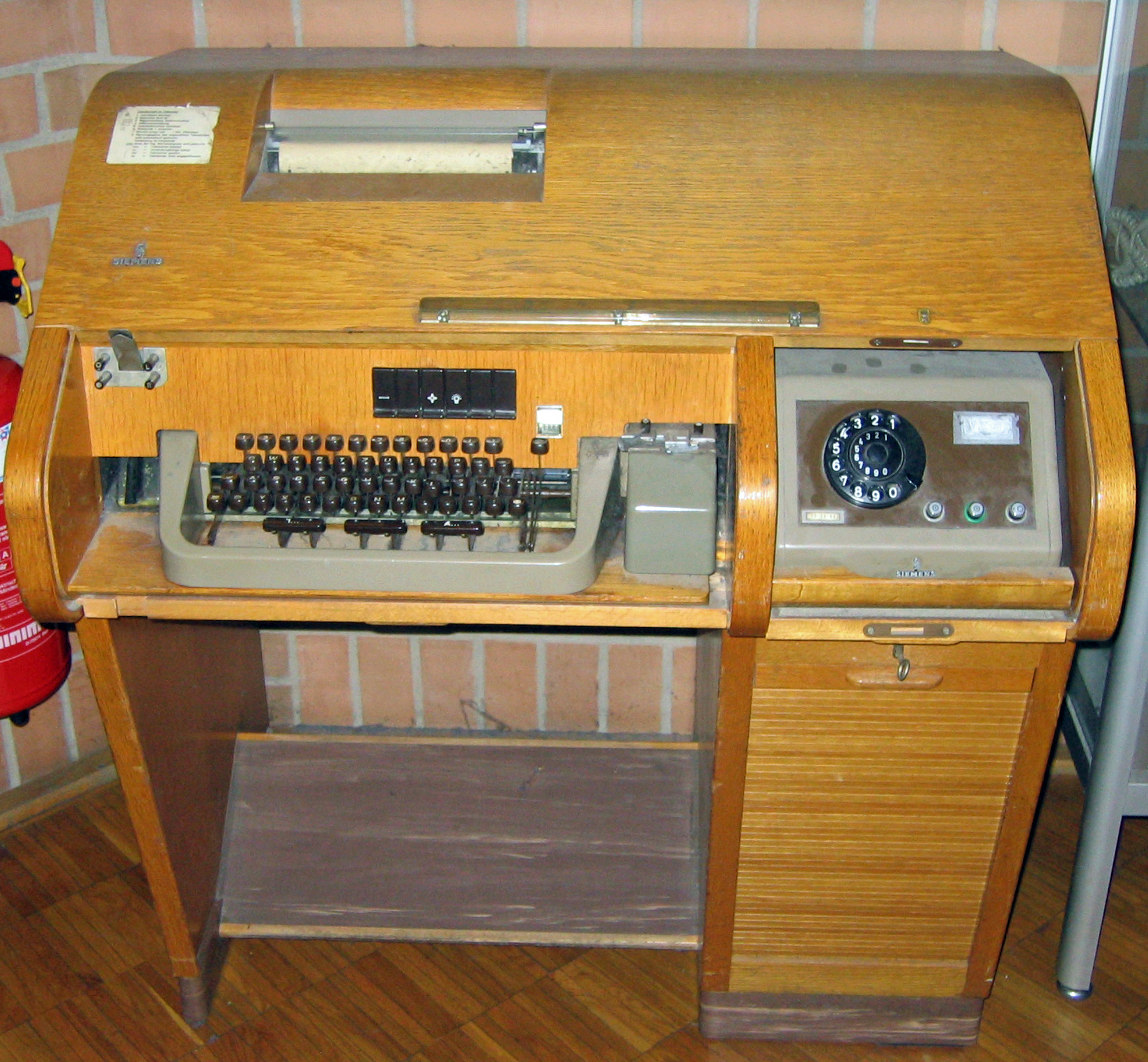
Le Siemens T100 fut un des modèles de téléscripteur les plus populaires et connut de nombreuses déclinaisons entre 1958 et les années 1980

Le téléscripteur est un appareil permettant la génération et la réception de messages via des signaux électriques. Il s'agit en général d'une ligne filaire, mais on peut également utiliser une liaison radio ; dans ce cas, on parle plus particulièrement de radiotélétype (ou RTTY).
On parle également de téléimprimeur ou de télétype (TTY en notation abrégée). « Télétype » est à l'origine une marque déposée en 1925 par la société Édouard Belin et devrait, à ce titre, être écrit avec une capitale initiale.
Les premiers ordinateurs, dépourvus d'écran, utilisaient aussi le téléscripteur comme périphérique d'entrée-sortie.
Ils ont servi à développer les premiers appareils de télécommunication pour sourds (ATS) dans les années 1960.

## L'appareil
Cet appareil est d'apparence semblable à une machine à écrire. Les caractères tapés pouvaient être mémorisés par perforation d'une bande de papier. 
Un système mécanique empêche que l'on tape plus vite que la vitesse de transmission de caractères. L'ordonnancement des touches est identique à celui des machines à écrire (QWERTY ou AZERTY) 

## Évolution
Les premiers appareils utilisaient le code Baudot (Code international № 2). On utilisa plus tard le code ASCII (Code international № 5).
La vitesse, 45,5 bits par seconde, monta jusqu'à 200 bits par seconde.
Les appareils furent rendus de plus en plus compacts. Le bruit peut être réduit grâce à l'impression à aiguilles.
Les télétypes ont également été largement utilisés jusqu'aux années 1980 pour relayer des nouvelles aux diffuseurs d'organismes de presse tels que Associated Press, Reuters, United Press International, Agence Tass et Agence France Presse. 

## Le réseau Télex
Un réseau de télécommunications international a été créé pour relier entre eux ces appareils : le réseau Télex. 
Les centraux Télex permettant la conversion de code et de vitesse ainsi que la mémorisation intermédiaire (store and forward). La mise en réseau d'appareils de différentes normes et vitesses devint ainsi possible. Vers la fin des années 1960, toute entreprise importante avait son adresse télex. 
En France, la base du réseau Télex est apparue en juin 1946, sur décision prise par le gouvernement provisoire de la République française. Au départ limité aux services de l'Etat, il fut par la suite ouvert à toutes les sociétés de droit privé, aux associations ou même à des particuliers qui le désiraient. La numérotation en France commence en 1946 avec une numérotation limitée en milliers puis passe en dizaine de milliers environ quinze ans plus tard et elle se terminera en centaine de milliers dans les années 1990. Au plus haut du développement du réseau Télex en France, le nombre total de numéro  s'arrêtait à environ 600 000.   
Le service lié au réseau Télex est arrêté le 31 janvier 2017 par Orange, société ayant repris les droits et les services de France Telecom, qui avait succédé à la Direction Générale des Télécommunications du Ministère des Postes et Télécommunications, qui était elle même la transformation en 1971 de l'ancienne Direction des Télécommunications créée en 1941 par le gouvernement de Vichy .

## Déclin
Non menacé au début des années 1970 par les premiers télécopieurs (fax), qui avaient besoin de six minutes pour transmettre une page et de papier spécial en réception, il a perdu son importance à mesure que ces machines gagnaient en performance, puis arriva la messagerie électronique.

## Histoire
Le téléscripteur a évolué grâce à une série d'inventions d'un certain nombre d'ingénieurs, dont Samuel Morse, Alexander Bain, Royal Earl House, David Edward Hughes, Emile Baudot, Donald Murray, Charles L. Krum, Edward Kleinschmidt et Frederick G. Creed. Les téléimprimeurs ont été inventés pour envoyer et recevoir des messages sans avoir besoin d'opérateurs formés à l'utilisation du code Morse. Un système de deux téléimprimeurs, avec un opérateur formé pour utiliser un clavier, a remplacé deux opérateurs de code Morse formés. Le système de téléscripteur a amélioré la vitesse et le délai de livraison des messages, ce qui permet de flasher les messages à travers un pays avec peu d'intervention manuelle.
Il y a eu un certain nombre de développements parallèles des deux côtés de l'océan Atlantique. En 1835, Samuel Morse a conçu un télégraphe d'enregistrement, et le code Morse est né. L'instrument de Morse utilise le courant pour déplacer l'armature d'un électro-aimant, qui déplace un marqueur, enregistrant ainsi les coupures du courant. Cooke & Wheatstone a reçu un brevet britannique couvrant la télégraphie en 1837 et un second en 1840 qui décrivait un télégraphe imprimant un caractère avec un poinçon acier fixé au bout de pétales d'une marguerite en laiton tournante, frappé par un «marteau électrique» pour imprimer des lettres romaines à travers du papier carbone sur une bande de papier en mouvement. En 1841, Alexander Bain conçut une machine télégraphique d'impression électromagnétique. Il a utilisé des impulsions électriques créées en tournant un cadran sur les points de contact pour libérer et arrêter un tambour typographique mu par un mécanisme d'horloge à poids; un deuxième mécanisme d'horlogerie faisait tourner un tambour recouvert d'une feuille de papier et le déplaçait lentement vers le haut de sorte que le tambour typographique imprimait ses signaux en spirale. Le problème critique était de faire fonctionner les éléments d'envoi et de réception de manière synchrone. Bain a tenté d'atteindre cet objectif en utilisant des régulateurs centrifuges pour réguler étroitement la vitesse du mouvement d'horlogerie. Il a été breveté, avec d'autres appareils, le 21 avril 1841.
En 1846, le service télégraphique Morse était opérationnel entre Washington, D.C., et New York. Royal Earl House a breveté son télégraphe à impression typographique la même année. Il a relié deux claviers de style piano à 28 touches par fil. Chaque touche de piano représentait une lettre de l'alphabet et lorsqu'elle était enfoncée, la lettre correspondante s'imprimait à l'extrémité de réception. Une touche "shift" a donné à chaque touche principale deux valeurs facultatives. Une molette de 56 caractères a été synchronisée pour coïncider avec un tambour similaire sur la machine recevant les données. Si la touche correspondant à un caractère particulier a été enfoncée à la station d'origine, elle actionne la molette de la station distante au moment même où le même caractère se déplaçait en position d'impression, d'une manière similaire à l'imprimante à marguerite. Il s'agissait donc d'un exemple de système de transmission de données synchrone. La machine pouvait transmettre environ 40 mots directement lisibles par minute, mais était difficile à fabriquer en série. L'imprimante pouvait copier et imprimer jusqu'à 2 000 mots par heure. Cette invention a été mise en service pour la première fois et exposée au Mechanics Institute de New York en 1844.
Les opérations de téléphonie fixe ont commencé en 1849, lorsqu'un circuit a été mis en service entre Philadelphie et New York.
En 1855, David Edward Hughes a présenté une machine améliorée "Hughes telegraph" construite sur le travail de Royal Earl House. En moins de deux ans, un certain nombre de petites sociétés de télégraphie, dont Western Union aux premiers stades de son développement, se sont unies pour former une grande société - Western Union Telegraph Co. - pour exploiter la télégraphie sur le système Hughes.
En France, Émile Baudot a conçu en 1874 un système utilisant un code à cinq unités, qui a commencé à être largement utilisé dans ce pays à partir de 1877. La poste britannique a adopté le système Baudot pour une utilisation sur un circuit simplex entre Londres et Paris en 1897, et a par la suite fait un usage considérable des systèmes Baudot duplex sur leurs services télégraphiques intérieurs.
En 1901, le code de Baudot a été modifié par Donald Murray (1865-1945, originaire de Nouvelle-Zélande), motivé par son développement d'un clavier de type machine à écrire. Le système Murray a utilisé une étape intermédiaire, un perforateur à clavier, qui a permis à un opérateur de perforer une bande de papier et un émetteur de bande pour envoyer le message à partir de la bande perforée. À l'extrémité de réception de la ligne, un mécanisme d'impression imprimerait sur une bande de papier et / ou un reperforateur pourrait être utilisé pour faire une copie perforée du message. Comme il n'y avait plus de corrélation directe entre le mouvement de la main de l'opérateur et les bits transmis, il n'était pas question d'organiser le code pour minimiser la fatigue de l'opérateur, et Murray a plutôt conçu le code pour minimiser l'usure de la machine, en attribuant les combinaisons de codes avec le moins de trous poinçonnés aux caractères les plus fréquemment utilisés. Le code Murray a également introduit ce que l'on a appelé les «effecteurs de format» ou «caractères de contrôle»

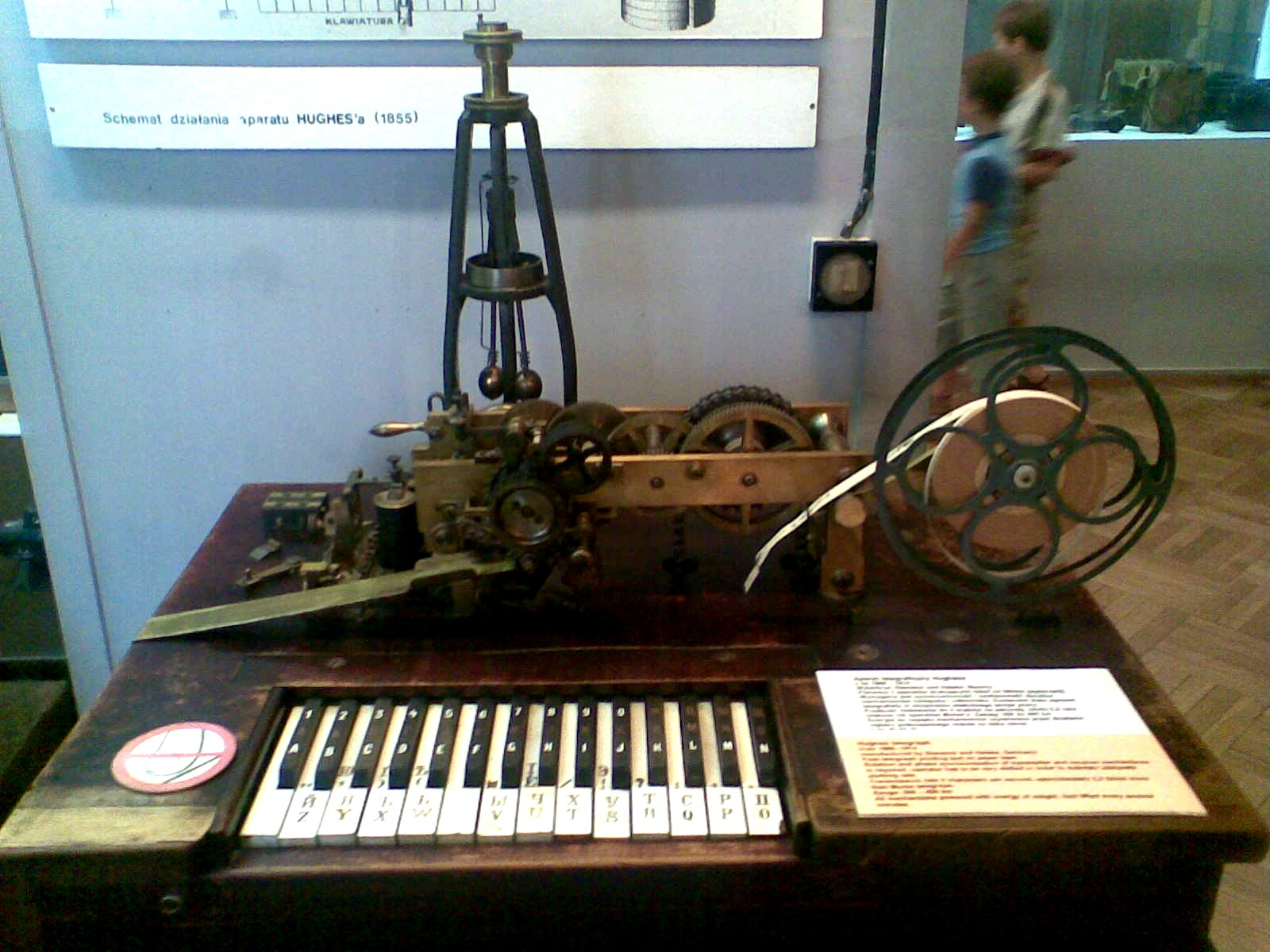
Le télégraphe de Hughes fabriqué par Siemens et Halske. Les touches sont disposées sur deux rangées.

- En 1852 existe déjà le télégraphe électrique et l'imprimante à clavier de 26 touches de monsieur Brett[2].
- 1866, David Edward Hughes : 1 000 mots à l’heure ;
- 1874, le téléscripteur d’Émile Baudot à cinq touches (une par doigt), 4 000 mots à l’heure ;
- 1901, le téléscripteur avec clavier de machine à écrire et la bande perforée de Donald Murray.

## Influences
- Dans les systèmes Unix, il existe une commande nommée tty. Les périphériques de type console et port série sont accessibles dans le système de fichiers avec des chemins d'accès commençant par /dev/tty.
- Sur Android et iPhone, le mode d'accessibilité pour les malentendants s'appelle le mode TTY[3]. Il permet de rendre plus simple l’affichage textuel des appels téléphoniques.
- En HTML l'élément tt tire son nom de l'abréviation de Télétype[4].